# Агуас-Линдас-ди-Гояс
Агуас-Линдас-ди-Гояс (порт. Águas Lindas de Goiás) — муниципалитет в Бразилии, входит в штат Гояс. Составная часть мезорегиона Восток штата Гояс. Входит в экономико-статистический микрорегион Энторну-ду-Дистриту-Федерал. Население составляет 168 919 человек на 2006 год и 217 698 человек на 2020 год. Занимает площадь 191,198 км². Плотность населения — 883,5 чел./км².
Праздник города — 12 октября.
Климат местности: полупустыня.

## История
Город основан в 1997 году.

## Статистика
- Валовой внутренний продукт на 2004 год составляет 296 898 229,00 реалов (данные: Бразильский институт географии и статистики).
- Валовой внутренний продукт на душу населения на 2004 год составляет 1985,00 реалов (данные: Бразильский институт географии и статистики).
- Индекс развития человеческого потенциала на 2000 год составляет 0,717 (данные: Программа развития ООН).